# 井上策雲因碩
井上策雲因碩（いのうえ さくうんいんせき、1672年（寛文12年） - 1735年（享保20年）3月）は、江戸時代の囲碁棋士で、家元井上家5世井上因碩。元の名は三崎策雲。越前国出身、本因坊道策門下、八段準名人。
（井上家相続時は4世であったが、後の家系書き換えに基づき5世とする）

## 経歴
道策門下だったが、1702年（元禄15年）に4世井上道節因碩の養子となって井上因節を名乗り、御城碁に出仕する。1719年（享保4年）に道節死去により、井上家家督を継いで5世井上因碩となり、続いて上手（七段）へ進む。1721年（享保6年）には安井仙角、林朴入門入とともに本因坊道知の名人碁所就位を出願し、道知就位にともない仙角、門入とともに準名人（八段）に進む。同年井上友碩を跡目とし、翌年から御城碁に出仕させるが、1726年（享保11年）に友碩が没したため、翌年門下の伊藤春碩を再跡目とする。1734年（享保19年）に退隠して春碩に家督を譲り、翌年没。御城碁は28局を勤めた。

## 御城碁戦績
- 1702年（元禄15年）先番1目負 安井仙角
- 1703年（元禄16年）白番4目勝 林玄悦門入
- 1704年（宝永元年）白番14目負 安井仙角
- 1705年（宝永2年）白番3目負 林因竹
- 1706年（宝永3年）先番4目勝 林朴入門入
- 1707年（宝永4年）白番6目負 本因坊道知
- 1708年（宝永5年）先番2目勝 本因坊道知
- 1709年（宝永6年）先番4目勝 林朴入門入
- 1710年（宝永7年）白番3目負 林朴入門入
- 1711年（正徳元年）先番3目勝 安井仙角
- 1712年（正徳2年）白番3目負 安井仙角
- 1713年（正徳3年）白番5目負 本因坊道知
- 1714年（正徳4年）先番3目勝 本因坊道知
- 1715年（正徳5年）先番3目負 林朴入門入
- 1716年（享保元年）白番3目負 林朴入門入
- 1717年（享保2年）白番5目負 本因坊道知
- 1719年（享保4年）白番3目負 安井仙角
- 1720年（享保5年）先番ジゴ 本因坊道知
- 1721年（享保6年）白番3目負 林因長
- 1722年（享保7年）向三子6目負 本因坊知伯
- 1723年（享保8年）白番ジゴ 林因長
- 1724年（享保9年）先番3目勝 安井仙角
- 1725年（享保10年）白番3目負 林朴入門入
- 1726年（享保11年）白番ジゴ 本因坊知伯
- 1727年（享保12年）白番3目負 安井知仙
- 1729年（享保14年）先番5目勝 林因長門入
- 1730年（享保15年）白番4目負 安井仙角
- 1732年（享保17年）白番3目負 林因長門入